# Hartheim am Rhein
Hartheim am Rhein település Németországban, azon belül Baden-Württembergben. Lakosainak száma 4982 fő (2023. december 31.). Hartheim am Rhein Fessenheim községgel határos.

## Népesség
A település népessége az elmúlt években az alábbi módon változott:
| Lakosok száma | 2419 | 4832 | 4727 | 4908 | 4937 | 4982 |
|               | 1975 | 2017 | 2019 | 2021 | 2022 | 2023 |